# Thorectaxia
Thorectaxia is een geslacht van sponsdieren uit de klasse van de Demospongiae (gewone sponzen).

## Soort
- Thorectaxia papuensis Pulitzer-Finali & Pronzato, 1999